# Anemone virginiana
Anemone virginiana är en ranunkelväxtart som beskrevs av Carl von Linné. Anemone virginiana ingår i släktet sippor, och familjen ranunkelväxter.

## Underarter
Arten delas in i följande underarter:
- A. v. alba
- A. v. cylindroidea

## Bildgalleri

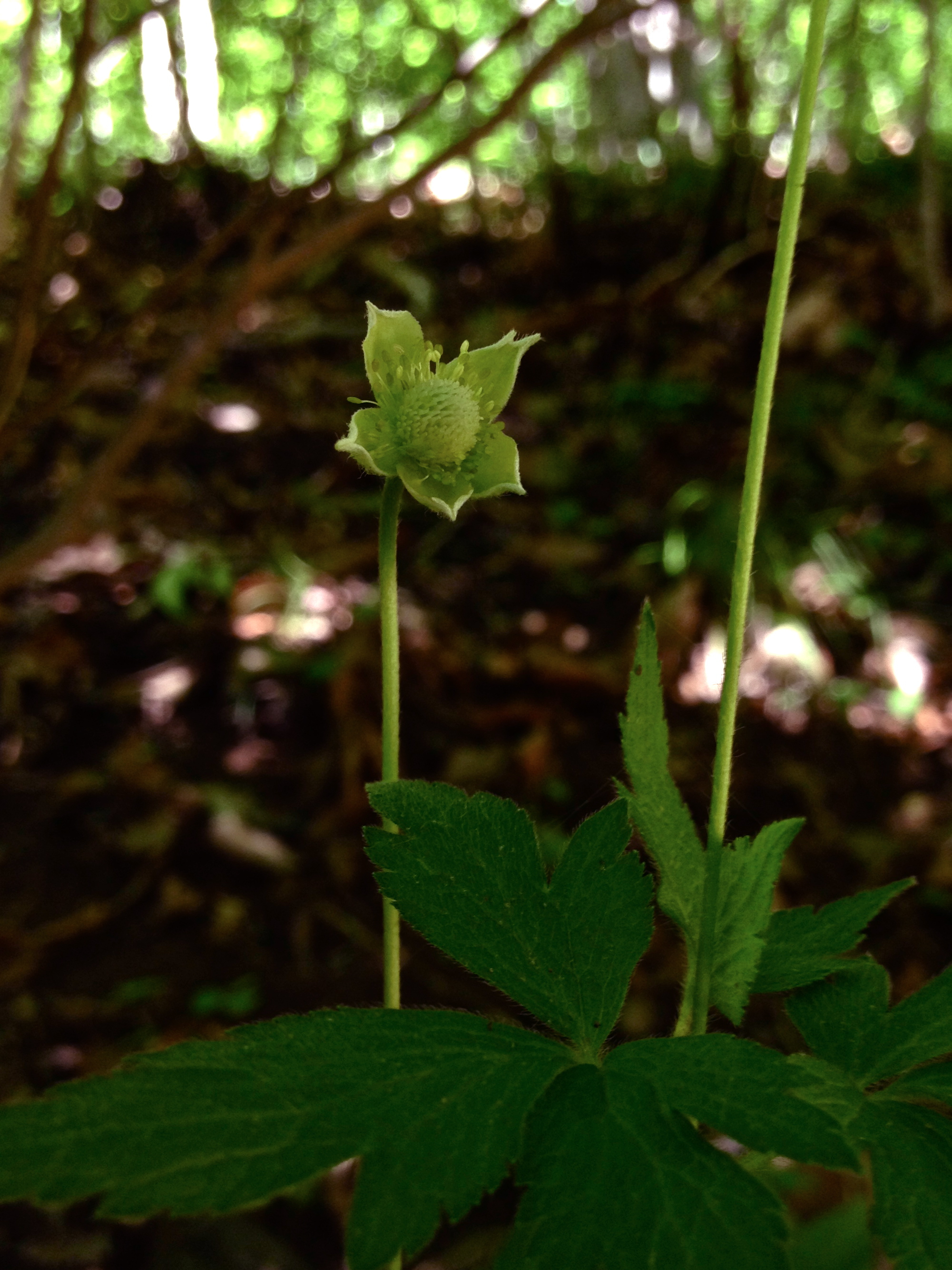
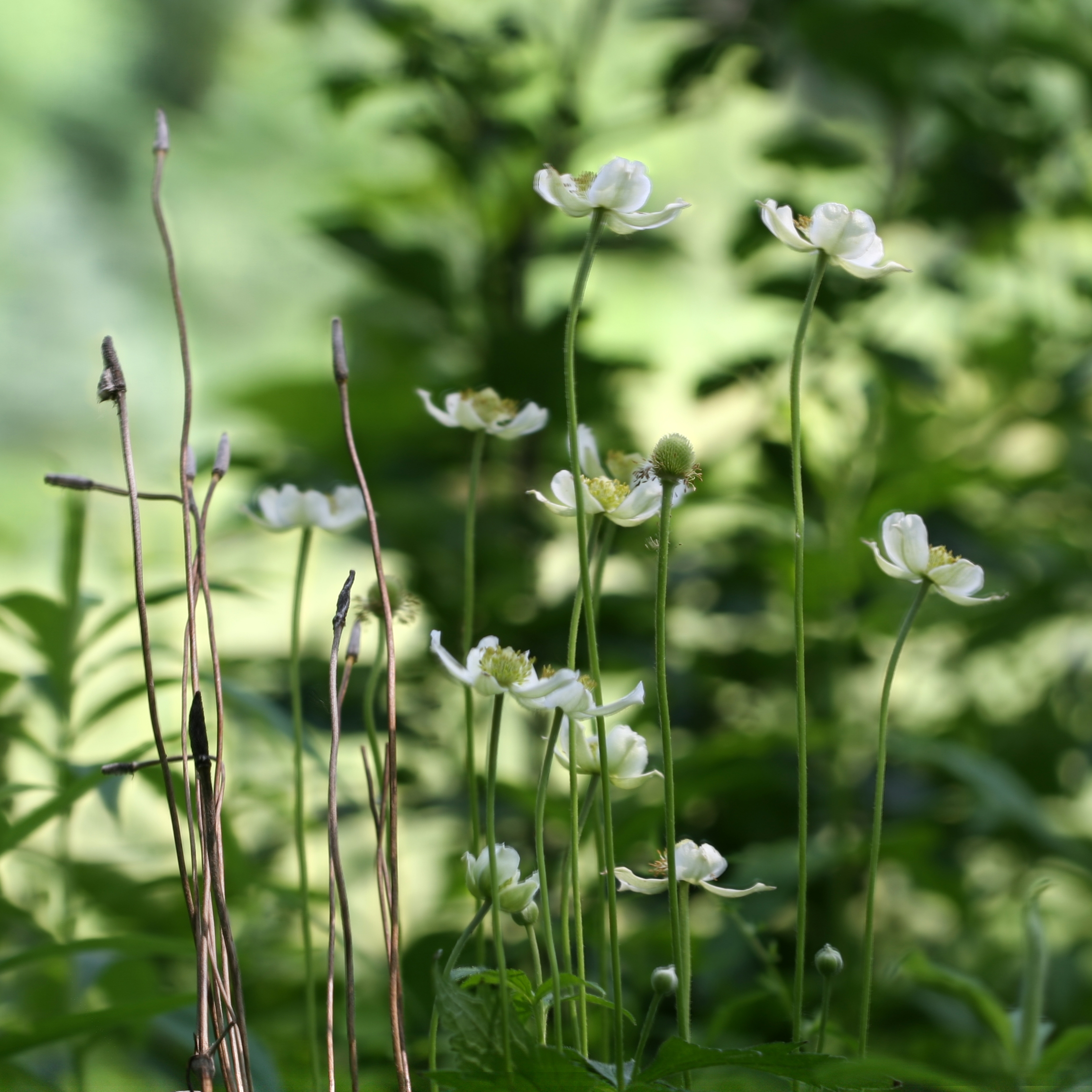
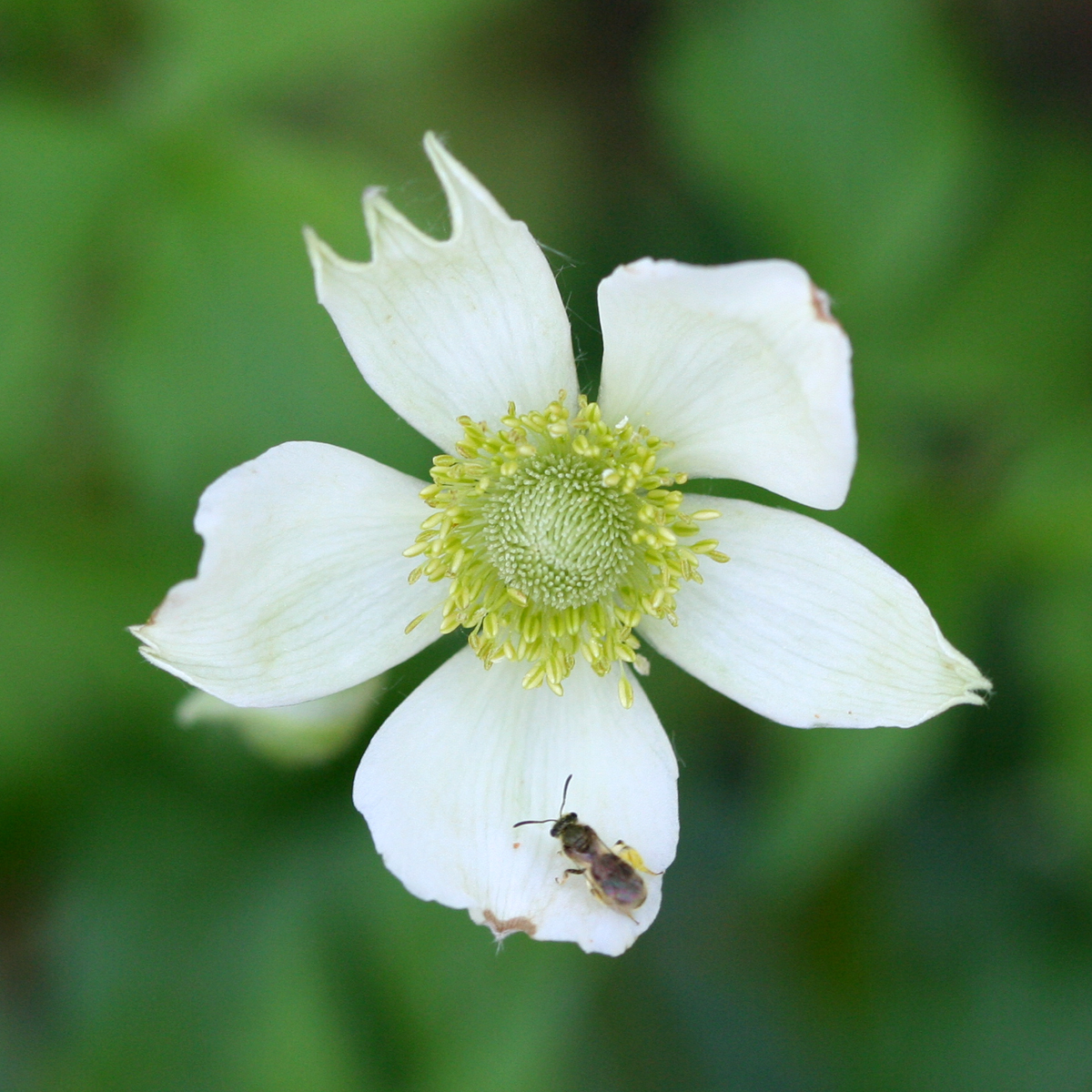
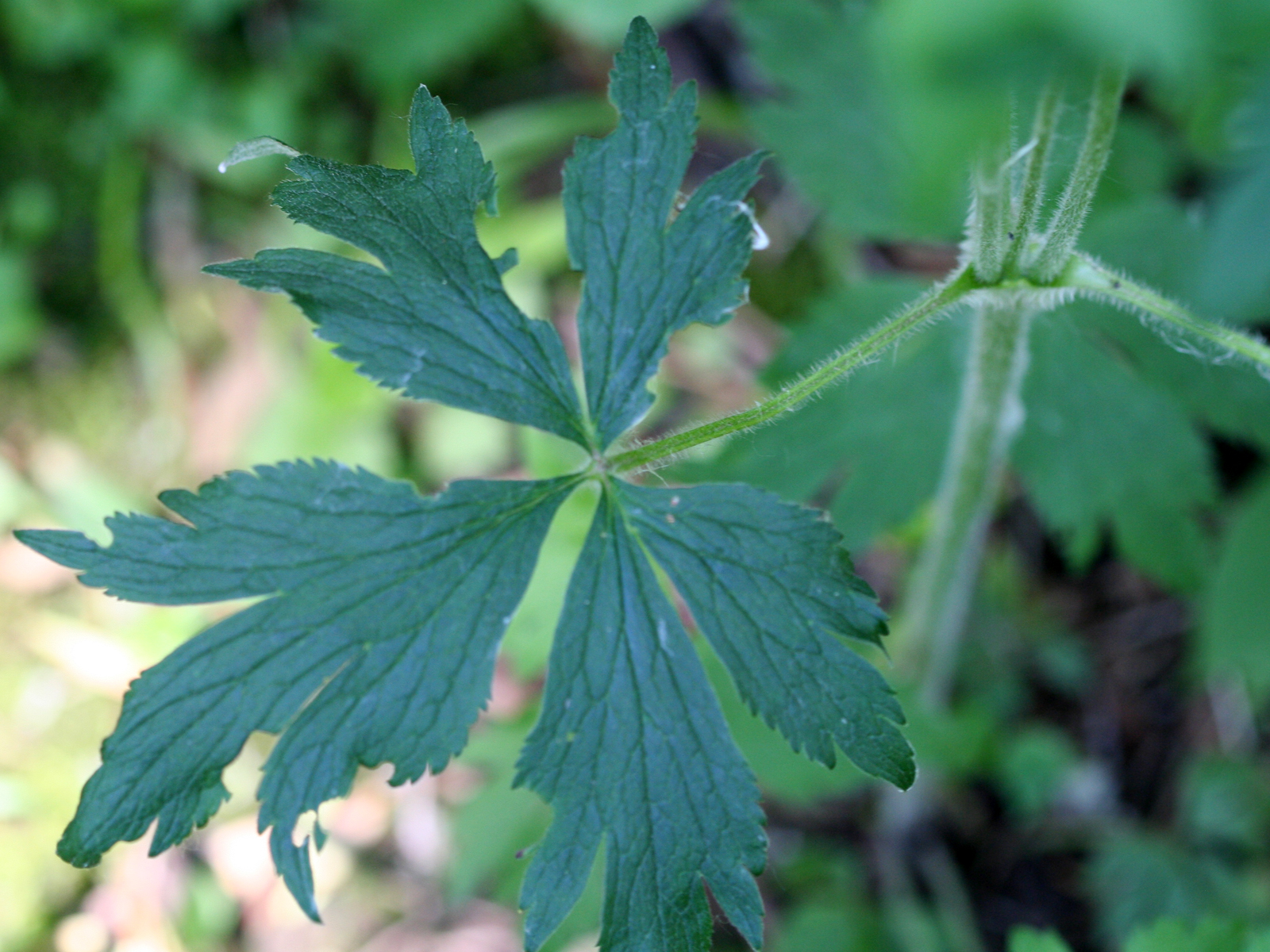
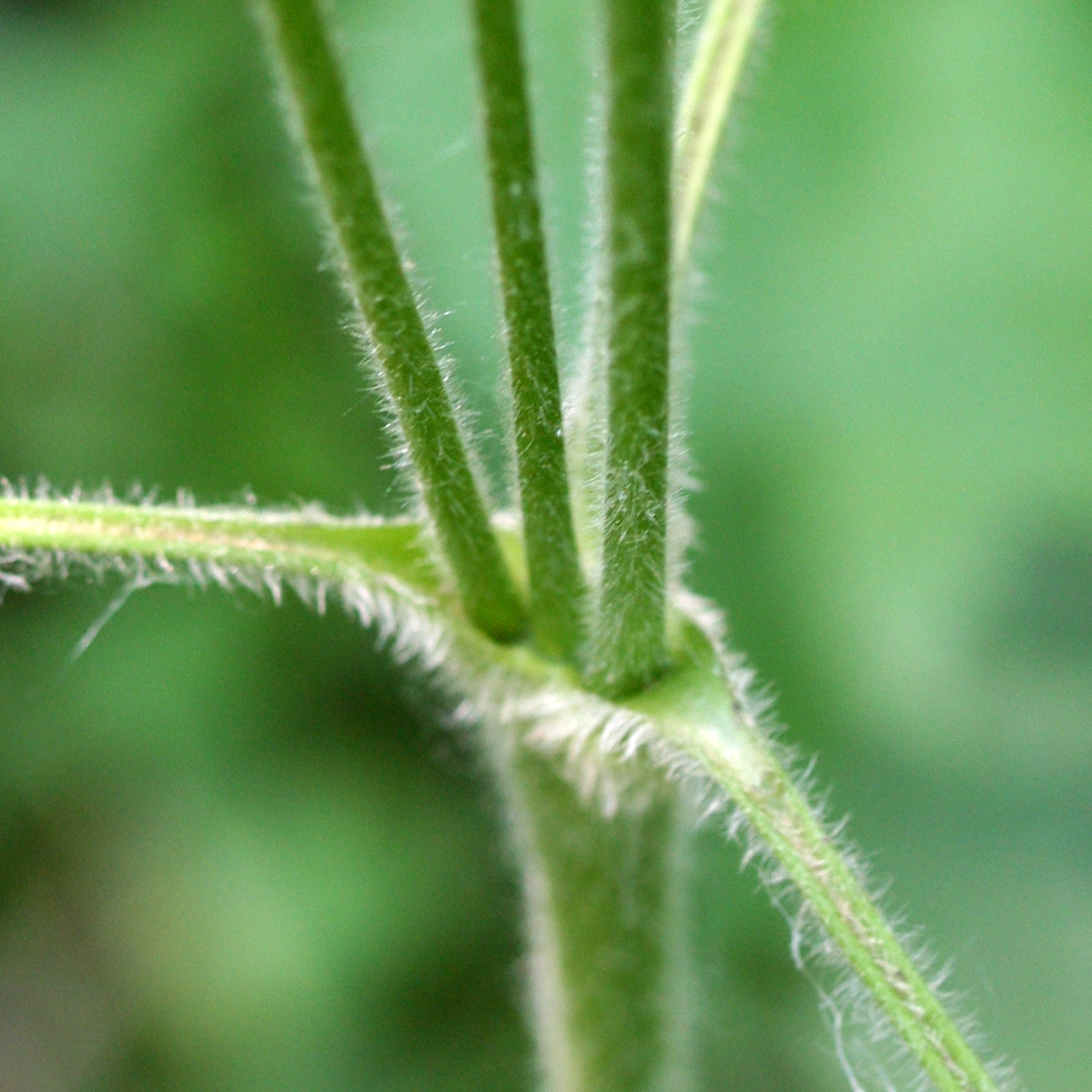
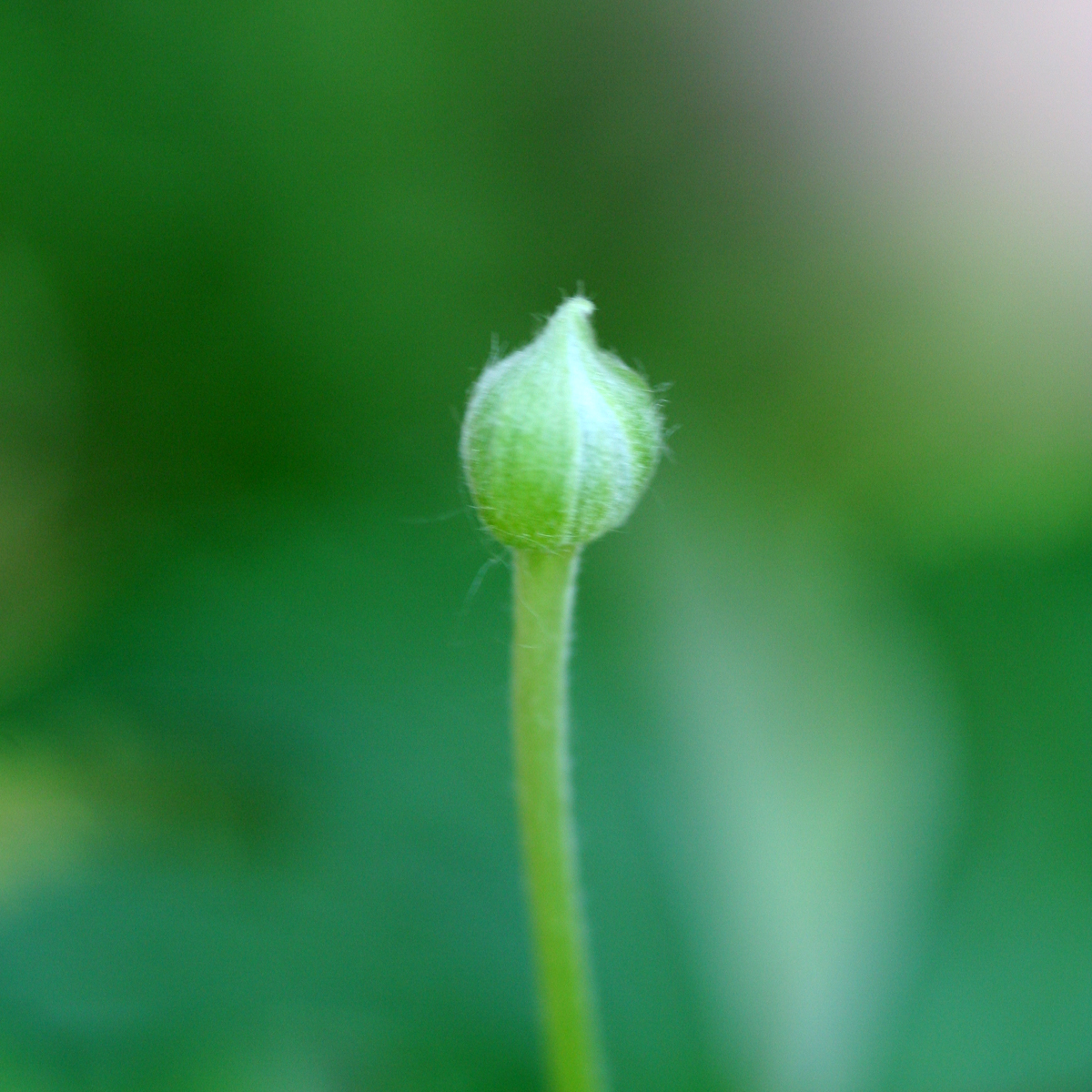